# Ана Тамар'ян
Ана Тамар'ян (рум. Ana Tămârjan, 8 травня 1991) — румунська гімнастка, олімпійська медалістка.

## Виступи на Олімпіадах
| Олімпіада  | Дисципліна        | Місце             |
| ---------- | ----------------- | ----------------- |
| Пекін 2008 | вільні врави      | 27 (кваліфікація) |
| Пекін 2008 | різновисокі бруси | 51 (кваліфікація) |
| Пекін 2008 | колода            | 17 (кваліфікація) |
| Пекін 2008 | абсолютний залік  | 16 (кваліфікація) |
| Пекін 2008 | командний залік   | 3                 |